# Senftenberg (Brandebourg)
Pour les articles homonymes, voir Senftenberg.
Senftenberg ("Zły Komorow" en sorabe) est une ville allemande située dans le Brandebourg et chef-lieu de l'arrondissement de Haute-Forêt-de-Spree-Lusace.

## Géographie
La Elster Noire arrose Senftenberg.

## Histoire
| Appartenances historiques Marche de Lusace 1279–1368 Royaume de Bohême 1368–1448 Électorat de Saxe 1448–1806 Royaume de Saxe 1806–1815 Royaume de Prusse 1815–1871 Empire allemand 1871–1918 République de Weimar 1918-1933 Reich allemand 1933–1945 Allemagne occupée 1945–1949 République démocratique allemande 1949–1990 Allemagne 1990–présent |

## Centrale solaire photovoltaïque de Senftenberg
La ville accueille depuis 2010 une des plus grandes centrales solaire photovoltaïques d'Europe.

## Personnalités liées à la ville
- Harun el Raschid-bey (1886-1963), poète né à Senftenberg.
- Herbert Windt (1894-1965), compositeur né à Senftenberg.
- Joachim Sauer (1949-), chimiste né à Hosena.

## Jumelage
La ville de Senftenberg a conclu un jumelage avec :
- Saint-Michel-sur-Orge (France) depuis 1996.
- Saint-Pierre-des-Corps (France).